# Coppa Italia 2018/2019
Pohárový ročník Coppa Italia 2018/2019 byl 72. ročník italského poháru. Soutěž začala 28. července 2018 a skončila 15. května 2019. Zúčastnilo se jí 78 klubů.
Obhájce z minulého ročníku byl klub Juventus FC.

## Zúčastněné kluby v tomto ročníku
| Hrají od osmifinále Kluby ze Serie A | Hrají od 3. kola Kluby ze Serie A | Hrají od 2. kola Kluby ze Serie B | Hrají od 1. kola Kluby ze Serie C | Hrají od 1. kola Kluby ze Serie D |
| ------------------------------------ | --------------------------------- | --------------------------------- | --------------------------------- | --------------------------------- |
| AC Milán                             | US Sassuolo Calcio                | Benevento Calcio                  | AC Renate                         | Imolese Calcio 1919               |
| Atalanta BC                          | Bologna FC 1909                   | Benátky FC                        | Robur Siena                       | SSD Albalonga Calcio              |
| ACF Fiorentina                       | Janov CFC                         | US Città di Palermo               | US Alessandria Calcio 1912        | ASD Chieri Calcio 1955            |
| FC Inter Milán                       | Parma Calcio 1913                 | Spezia Calcio                     | Casertana FC                      | SSD Sanremese Calcio              |
| SS Lazio                             | Empoli FC                         | Ascoli Calcio 1898 FC             | Società Sportiva Juve Stabia      | Campodarsego                      |
| AS Řím                               | Turín FC                          | Delfino Pescara 1936              | Calcio Catania                    | Matelica                          |
| Juventus FC                          | AC ChievoVerona                   | Cosenza Calcio                    | Ternana Calcio                    | Como 1907                         |
| SSC Neapol                           | UC Sampdoria                      | AS Cittadella                     | SS Monza 1912                     | AZ Picerno                        |
|                                      | S.P.A.L.                          | US Cremonese                      | Feralpisalò                       | Rezzato                           |
|                                      | Cagliari Calcio                   | US Lecce                          | AC Pisa 1909                      |                                   |
|                                      | Frosinone Calcio                  | Calcio Padova                     | SS Monopoli 1966                  |                                   |
|                                      | Udinese Calcio                    | Carpi FC 1909                     | Trapani Calcio                    |                                   |
|                                      |                                   | Foggia Calcio                     | UC AlbinoLeffe                    |                                   |
|                                      |                                   | Hellas Verona FC                  | AS Viterbese Castrense            |                                   |
|                                      |                                   | AS Livorno Calcio                 | SS Sambenedettese                 |                                   |
|                                      |                                   | FC Crotone                        | L.R. Vicenza Virtus               |                                   |
|                                      |                                   | Virtus Entella                    | FC Südtirol                       |                                   |
|                                      |                                   | US Salernitana 1919               | Carrarese Calcio 1908             |                                   |
|                                      |                                   | Brescia Calcio                    | Rende Calcio 1968                 |                                   |
|                                      |                                   | AC Perugia Calcio                 | Pordenone Calcio                  |                                   |
|                                      |                                   | Novara Calcio                     | Piacenza Calcio 1919              |                                   |
|                                      |                                   | FC Pro Vercelli 1892              | US Triestina Calcio 1918          |                                   |
|                                      |                                   |                                   | Virtus Francavilla Calcio         |                                   |
|                                      |                                   |                                   | US Città di Pontedera             |                                   |
|                                      |                                   |                                   | US Pistoiese 1921                 |                                   |
|                                      |                                   |                                   | AS Giana Erminio                  |                                   |
|                                      |                                   |                                   | Sicula Leonzio                    |                                   |

## Zápasy

### 1. kolo
Zápasy byly na programu 28.- 29. července 2018.
Poznámky
|  | Postup do dalšího kola |

| Domácí                     | Výsledek      | Hosté                     |
| -------------------------- | ------------- | ------------------------- |
| AS Viterbese Castrense     | 1:0           | Rende Calcio 1968         |
| SS Sambenedettese          | 1:0           | SSD Sanremese Calcio      |
| Ternana Calcio             | 1:1 (4:2 pen) | US Città di Pontedera     |
| Calcio Catania             | 3:0           | Como 1907                 |
| SS Juve Stabia             | 1:0           | US Pistoiese 1921         |
| AC Pisa 1909               | 2:2 (5:3 pen) | US Triestina Calcio 1918  |
| SS Monopoli 1966           | 1:1 (5:3 pen) | Piacenza Calcio 1919      |
| Carrarese Calcio 1908      | 0:1           | Imolese Calcio 1919       |
| Trapani Calcio             | 1:0           | Campodarsego              |
| FC Südtirol                | 2:1           | SSD Albalonga Calcio      |
| Feralpisalò                | 2:0           | Virtus Francavilla Calcio |
| Robur Siena                | 2:0           | Sicula Leonzio            |
| AC Renate                  | 0:2           | Rezzato                   |
| SS Monza 1912              | 1:0           | Matelica                  |
| Casertana FC               | 2:0           | AZ Picerno                |
| US Alessandria Calcio 1912 | 0:1           | AS Giana Erminio          |
| UC AlbinoLeffe             | 0:1           | Pordenone Calcio          |
| L.R. Vicenza Virtus        | 2:1           | ASD Chieri Calcio 1955    |

### 2. kolo
Zápasy byly na programu 4.- 7. srpna 2018.
| Domácí                | Výsledek      | Hosté                  |
| --------------------- | ------------- | ---------------------- |
| Ascoli Calcio 1898 FC | 0:4           | AS Viterbese Castrense |
| Spezia Calcio         | 2:1           | SS Sambenedettese      |
| Carpi FC 1909         | 0:2           | Ternana Calcio         |
| Foggia Calcio         | 1:3           | Calcio Catania         |
| Hellas Verona FC      | 4:1           | SS Juve Stabia         |
| US Cremonese          | 3:3 (2:4 pen) | AC Pisa 1909           |
| Brescia Calcio        | 1:1 (4:1 pen) | FC Pro Vercelli 1892   |
| AC Perugia Calcio     | 1:3           | Novara Calcio          |
| AS Cittadella         | 1:0           | SS Monopoli 1966       |
| Benevento Calcio      | 3:1           | Imolese Calcio 1919    |
| Trapani Calcio        | 1:2 prodl)    | Cosenza Calcio         |
| Benátky FC            | 0:1           | FC Südtirol            |
| US Lecce              | 1:0 prodl)    | Feralpisalò            |
| Virtus Entella        | 3:0           | Robur Siena            |
| US Salernitana 1919   | 6:1           | Rezzato                |
| Calcio Padova         | 1:0           | SS Monza 1912          |
| AS Livorno Calcio     | 1:1 (7:6 pen) | Casertana FC           |
| Crotone FC            | 4:0           | AS Giana Erminio       |
| Delfino Pescara 1936  | 2:2 (4:3 pen) | Pordenone Calcio       |
| US Città di Palermo   | 2:2 (6:5 pen) | L.R. Vicenza Virtus    |

### 3. kolo
Zápasy byly na programu 11.- 12. srpna 2018.
| Domácí             | Výsledek      | Hosté                  |
| ------------------ | ------------- | ---------------------- |
| UC Sampdoria       | 1:0           | AS Viterbese Castrense |
| Spezia Calcio      | 0:1           | S.P.A.L.               |
| US Sassuolo Calcio | 5:1           | Ternana Calcio         |
| Calcio Catania     | 2:0           | Hellas Verona FC       |
| Parma Calcio 1913  | 0:1           | AC Pisa 1909           |
| Brescia Calcio     | 2:2 (4:5 pen) | Novara Calcio          |
| Empoli FC          | 0:3           | AS Cittadella          |
| Udinese Calcio     | 1:2 prodl)    | Benevento Calcio       |
| Turín FC           | 4:0           | Cosenza Calcio         |
| Frosinone Calcio   | 0:2           | FC Südtirol            |
| Janov CFC          | 4:0           | US Lecce               |
| Virtus Entella     | 2:0           | US Salernitana 1919    |
| Bologna FC 1909    | 2:0           | Calcio Padova          |
| AS Livorno Calcio  | 0:1           | Crotone FC             |
| AC ChievoVerona    | 1:0           | Delfino Pescara 1936   |
| Cagliari Calcio    | 2:1           | US Città di Palermo    |

### 4. kolo
Zápasy byly na programu 4.- 6. prosince 2018.
| Domácí             | Výsledek      | Hosté           |
| ------------------ | ------------- | --------------- |
| UC Sampdoria       | 2:1           | S.P.A.L.        |
| US Sassuolo Calcio | 2:1           | Calcio Catania  |
| Novara Calcio      | 3:2           | AC Pisa 1909    |
| Benevento Calcio   | 1:0           | AS Cittadella   |
| Turín FC           | 2:0           | FC Südtirol     |
| Janov CFC          | 3:3 (6:7 pen) | Virtus Entella  |
| Bologna FC 1909    | 3:0           | Crotone FC      |
| AC ChievoVerona    | 1:2           | Cagliari Calcio |

### Osmifinále
Zápasy byly na programu 12.- 14. ledna 2019.
| Domácí          | Výsledek   | Hosté              |
| --------------- | ---------- | ------------------ |
| UC Sampdoria    | 0:2 prodl) | AC Milán           |
| SSC Neapol      | 2:0        | US Sassuolo Calcio |
| SS Lazio        | 4:1        | Novara Calcio      |
| FC Inter Milán  | 6:2        | Benevento Calcio   |
| Turín FC        | 0:2        | ACF Fiorentina     |
| AS Řím          | 4:0        | Virtus Entella     |
| Bologna FC 1909 | 0:2        | Juventus FC        |
| Cagliari Calcio | 0:2        | Atalanta BC        |

### čtvrtfinále
Zápasy byly na programu 29.- 31. ledna 2019.
| Domácí         | Výsledek      | Hosté       |
| -------------- | ------------- | ----------- |
| AC Milán       | 2:0           | SSC Neapol  |
| ACF Fiorentina | 7:1           | AS Řím      |
| Atalanta BC    | 3:0           | Juventus FC |
| FC Inter Milán | 1:1 (3:4 pen) | SS Lazio    |

### semifinále
Zápasy byly na programu 24.- 25. dubna 2019.
| Domácí         | Výsledek | Hosté       |
| -------------- | -------- | ----------- |
| SS Lazio       | 1:0      | AC Milán    |
| ACF Fiorentina | 4:5      | Atalanta BC |

### Finále
| 15. 5. 2019 20:45 CEST |       |                                                |                                                                  |
| Atalanta BC            | 0 : 2 | SS Lazio                                       | Stadio Olimpico, Řím, Itálie diváci: 57 059 rozhodčí: Luca Banti |
|                        |       | Sergej Milinković-Savić 82' Joaquín Correa 90' | Stadio Olimpico, Řím, Itálie diváci: 57 059 rozhodčí: Luca Banti |

| B                    | 95 | Pierluigi Gollini     |     |     |
| SO                   | 5  | Andrea Masiello       | 37' |     |
| SO                   | 6  | José Luis Palomino    |     |     |
| SO                   | 19 | Berat Djimsiti        |     |     |
| PZ                   | 33 | Hans Hateboer         |     |     |
| SZ                   | 15 | Marten de Roon        |     | 85' |
| SZ                   | 11 | Remo Freuler          | 81' |     |
| LZ                   | 21 | Timothy Castagne      |     | 84' |
| UZ                   | 10 | Alejandro Darío Gómez |     |     |
| PU                   | 72 | Josip Iličić          |     |     |
| LU                   | 91 | Duván Zapata          | 41' | 84' |
| Náhradníci:          |    |                       |     |     |
| GK                   | 1  | Etrit Berisha         |     |     |
| GK                   | 31 | Francesco Rossi       |     |     |
| O                    | 7  | Arkadiusz Reca        |     |     |
| O                    | 8  | Robin Gosens          |     | 84' |
| Z                    | 17 | Roberto Piccoli       |     |     |
| Z                    | 22 | Matteo Pessina        |     |     |
| Z                    | 23 | Gianluca Mancini      |     |     |
| Z                    | 41 | Roger Ibañez da Silva |     |     |
| Z                    | 70 | Andrea Colpani        |     |     |
| Z                    | 78 | Enrico Del Prato      |     |     |
| U                    | 88 | Mario Pašalić         |     | 85' |
| U                    | 99 | Musa Barrow           |     | 84' |
| Trenér:              |    |                       |     |     |
| Gian Piero Gasperini |    |                       |     |     |

| B              | 1  | Thomas Strakosha        |     |     |
| SO             | 3  | Luiz Felipe             |     |     |
| SO             | 33 | Francesco Acerbi        |     |     |
| SO             | 15 | Bastos                  | 24' | 36' |
| PZ             | 77 | Adam Marušić            | 87' |     |
| SZ             | 16 | Marco Parolo            |     |     |
| DZ             | 6  | Lucas Leiva             | 57' |     |
| SZ             | 10 | Luis Alberto            |     | 78' |
| PZ             | 19 | Senad Lulić             | 39' |     |
| PU             | 17 | Ciro Immobile           |     | 66' |
| LU             | 11 | Joaquín Correa          |     |     |
| Náhradníci:    |    |                         |     |     |
| B              | 23 | Guido Guerrieri         |     |     |
| B              | 24 | Silvio Proto            |     |     |
| O              | 4  | Patric                  |     |     |
| O              | 13 | Wallace                 |     |     |
| O              | 14 | Riza Durmisi            |     |     |
| Z              | 20 | Felipe Caicedo          |     | 66' |
| Z              | 21 | Sergej Milinković-Savić |     | 78' |
| Z              | 25 | Milan Badelj            |     |     |
| Z              | 26 | Ștefan Radu             |     | 36' |
| Z              | 27 | Rômulo                  |     |     |
| U              | 30 | Pedro Neto              |     |     |
| Z              | 32 | Danilo Cataldi          |     |     |
| Trenér:        |    |                         |     |     |
| Simone Inzaghi |    |                         |     |     |

## Vítěz
| Coppa Italia 2018/19 SS Lazio (7. titul) |